# 袁一鳳
袁一鳳（？—1633年），號鳴岐，江西袁州府宜春縣人，明朝政治人物。

## 生平
萬曆四十三年（1615年）乙卯科江西鄉試舉人，四十七年（1619年）己未科進士。礼部觀政，天啓二年（1622年）授工部主事，督理皇陵工程，四年升工部虞衡司員外郎，管理街道，五年升郎中，出為西安府知府，清介自持，不妄取一錢。崇禎元年（1628年）遷浙江按察司副使。時海塘崩潰，袁一鳳奉旨修築，估費十五萬金，後以四萬金完其工，浙人德之。三年（1630年）升湖廣布政使司右參政，四年（1631年）十月升湖廣按察使，五年（1632年）以塘功加湖廣右布政使，六年（1633年）卒於官。